# Gregor Mendel
Gregor Johann Mendel (født 20. juli 1822, død 6. januar 1884) var en østrigsk munk og pioner inden for arvelighedslære. Mendel blev født af en tysktalende familie i et område af Østrig (området hører nu til Den Tjekkiske Republik). I sin barndom arbejdede Mendel som gartner og studerede biavl. På opfordring fra sin fysiklærer, Friedrich Frantz, valgte Mendel at blive munk og tog da fornavnet Gregor.

## Liv og gerning
Som 21-årig student indtrådte han i Augustinerstiftelsen "Königinkloster" i Brünn (Brno), blev 1847 ordineret til præst og opholdt sig 1851—53 i Wien, hvor han studerede naturvidenskaberne. I 1854 vendte han tilbage til stiftelsen i Brünn og blev lærer i naturhistorie ved den højere realskole. Under denne periode falder hans biologiske forskning og iagttagelser angående meteorologiske forhold og andre spørgsmål. I 1868 blev han stiftelsens abbed og prælat. De følgende års konflikter mellem staten og kirken optog ham stærkt; videnskabeligt arbejde var der ikke længere tid til. Han døde, uden at hans forskning i mindste måde var bleven forstået af samtiden. Først ved århundredets slutning, da interessen for arvelighedsspørgsmålenes eksperimentelle studium allerede var vakt, blev man opmærksom på hans krydsningsforsøg, som nu med rette anses for grundlæggende for læren om anlægsenheder ved arvelighed.

## Mendels Love
Han levede sit voksne liv i et kloster; og i klosterhaven han gennemførte sine talrige eksperimenter (analyse af mere end 28.000 ærteplanter), der resulterede i hans to arvelove:

Mendels 1. lov
Ethvert individ har to allele gener for hver egenskab som adskilles ved dannelsen af gameter. Der dannes lige mange gameter med hvert allel, og hunlige og hanlige gameter forenes tilfældigt ved befrugtning. Den blev også kaldt for udspaltningsloven.

Mendels 2. lov
Gener for forskellige egenskaber fordeles uafhængigt af hinanden ved dannelsen af gameter, med mindre allelene for de to gener ligger på samme kromosompar (koblede gener).
Her er et eksempel med menneskers øjenfarve:
Hvert menneske har to alleler som giver farven på øjne. Der findes to forskellige alleler B (B = Brun) og b (b = blå). BB giver dominant brune øjne, og en sådan persons afkom kan kun få brune øjne:
Herunder er vist et krydsningsskema for en recessiv blåøjet person (bb) og en dominant brunøjet (BB). De har kun mulighed for at få brunøjede børn (Bb):
|   | b  | b  |
| - | -- | -- |
| B | Bb | Bb |
| B | Bb | Bb |

Herunder en brunøjet (Bb) og en brunøjet (BB). De har også kun mulighed for brunøjede børn (BB og Bb):
|   | B  | b  |
| - | -- | -- |
| B | BB | Bb |
| B | BB | Bb |

Herunder en brunøjet (Bb) og en brunøjet (Bb). Dette par har 75 procents sandsynlighed for brunøjede børn (BB og Bb) og 25 procent for blåøjede (bb).
|   | B  | b  |
| - | -- | -- |
| B | BB | Bb |
| b | Bb | bb |

Herunder en recessiv blåøjet og en brunøjet. Dette par har 50 procent sandsynlighed for at få brunøjede (Bb) og 50 procent for at få blåøjede (bb) børn:
|   | b  | b  |
| - | -- | -- |
| B | Bb | Bb |
| b | bb | bb |

Herunder en blåøjet (bb) og en blåøjet (bb). Dette par har kun mulighed for blåøjede (bb) børn:
|   | b  | b  |
| - | -- | -- |
| b | bb | bb |
| b | bb | bb |

## Hædersbevisninger
I 1911 afsløredes et mindesmærke for ham i Brünn. I 1922 blev Mandels hundredårsdag fejret med deltagelse fra adskillige lande.

## Bog
Hemmingsen, Ralf (1971): Biologi i billeder. Naturhistorisk Bibliotek. ISBN 87-15-07068-9 s. 74 - 81.